# テラクラッシャー
テラクラッシャー（てらくらっしゃー、-TERRA CRUSHER）は、田宮模型（現・タミヤ）より発売中の1/8スケールのグローエンジンを動力とするラジコンビッグフット・モデル。発売は2002年。米国で行われているスタジアムスピードレース用のモンスタートラックをモチーフとしており、HPIのサベージシリーズ等と並んで日本をはじめ欧米でのモンスタートラック人気に一石を投じた。組み立て済みフルセットでのリリースで、キット価格は￥69,800。
- 搭載されるエンジンは「FS-18」と呼ばれる18クラスの（排気量約3cc）2サイクル方式グローエンジンで、エンジン後部に搭載されたスターターモーターを別電源により駆動させ始動する「タッチスターターシステム」を採用している。
- シャーシはベースとなった前作「マッドバイソン」がツーリングカー系シャーシ「TGX」をベースとしていたのに対し、本モデルはガラス繊維強化ポリアミド樹脂（PAGF)製フレーム＋ジュラルミン製フラットパン構造へと大幅にリファインされた。
- サスペンションはダブルウィッシュボーン方式、オイルダンパーを各輪に2本ずつ、計８本装着。また、アーム類も前後共通とすることで経済性を確立している。
- エンジンの動力はシャーシ中央部に配された遠心カム式の2段階自動変速機からセンターデフを介してプロペラシャフトにより前後デファレンシャルギアに伝達される。過剰なエンジンパワーを逃す「スリッパークラッチ」はもとより、送信機の操作により瞬時に後退（リバース）可能な「FRAT」システムが搭載されていた。（このシステムには重大な問題点があり、本稿で後述する）
- タイヤは幅100mm・直径176mmのファットなV型ラグパターンタイヤを装着する。
- ボディカラーは赤、青の2色がある。

## メカニズム
- シャシ：2.5mm厚ジュラルミン製フラットデッキ/ガラス繊維強化ポリアミド樹脂製フレーム複合構造
- フロントサスペンション：ダブルウィッシュボーン独立懸架、オイルダンパーを一輪当たりツインで搭載
- リヤサスペンション：ダブルウィッシュボーン独立懸架、オイルダンパーを一輪当たりツインで搭載
- フロントタイヤ/ホイール：中空ラバー、ラグパターン、直径×幅175×100mm、1ピース一体成形ホイール
- リアタイヤ/ホイール：中空ラバー、ラグパターン、直径×幅175×100mm/1ピース一体成形ホイール
- 駆動方式：フルタイム、シャフト駆動4WD
- モーター：付属FS-182サイクルグローエンジンをシャーシ中央部に搭載
- デファレンシャルギア：前後とも3ベベルタイプ
- ボディ：ポリカーボネート製モノコック構造
- 乾燥重量：約5700g
- アンテナ：ポリ製パイプ1本
- 販売価格：69800円

## 関連情報
送信機の操作により一気に後退側へ変速できる「FRAT」機構を備えているが、構造上問題があり、変速装置がトラブルを起こしやすかった為、後継車種である「TNX」以降前進側のみに簡略化されている。また、コントロール装置類をカバーするボックス類が大型であった為、重量増加の一因にもなっており、「TNX」の登場にあたって熟成すべき点が多かったことは否めない。